# Patrice Boisfer
 (août 2009).
Si vous disposez d'ouvrages ou d'articles de référence ou si vous connaissez des sites web de qualité traitant du thème abordé ici, merci de compléter l'article en donnant les références utiles à sa vérifiabilité et en les liant à la section « Notes et références ».
Patrice Boisfer est un journaliste et animateur de télévision français, d'origine martiniquaise, grand amateur de football et né le 30 mai 1978 à Paris.
Il présente sur CNews Le Grand JT et l'Édition de la nuit du lundi au jeudi à 21h00.
Depuis 2022, il présente l'émission "Le Mag" sur la nouvelle chaine dédiée à l'éducation SQOOL TV.

## Carrière
Après un DEA d'économie à la Sorbonne, il devient journaliste chez Yvelines Première, une télévision locale. Parallèlement, il travaille au sein du pole édition du Service des sports de Canal+, principalement pour l'émission Jour de foot.
En 2004, il apparait pour la première fois à l'antenne sur Infosport et commente les matches de championnat de France de basket-ball, avec Richard Dacoury sur TPS Star.
Lors de la fusion TPS-Canal+ en 2007, il devient chroniqueur dans l'émission Jour de sport, présentée par Lionel Rosso. 
En 2008, il arrive sur la nouvelle chaîne TV du groupe NRJ. Sur NRJ Paris, il présente pendant trois ans, le Live et le Live Mag, avec une partie consacrée à l'actualité de la capitale et l'autre à la culture.'
À la rentrée 2012, il présente les journaux de L'Édition permanente tous les week-end sur i>Télé avec Soizic Boisard et Alice Darfeuille.
En janvier 2012, il collabore avec le groupe Francetélévisions. Il présente en prime une série de magazines économiques Business Angels, 60 jours pour monter ma boîte et le job de mes rêves sur France 4. En janvier 2013 il reprend la présentation d'Hebdo Musique Mag sur France 2.
Entre 2013 et 2015, il anime L'Équipe du matin Week-end sur L'Équipe 21.
En 2016, il revient dans le groupe Canal+. Il anime sur I>Télé Intégrale WE du vendredi au dimanche (débat politique, duel des économistes, actu de la tech et du numérique) . Chaque semaine, il parle d'innovation avec des entrepreneurs dans l'Hebdo de l'Eco.
En 2018, il assure la présentation des journaux dans l'émission Punchline présentée par Laurence Ferrari sur Cnews (ex I>Télé) et ceux de L'Info du vrai le vendredi sur Canal+. Il présente aussi le Grand JT de l'international (avec des spécialistes en géopolitique et géostratégie).
De septembre 2019 jusqu’a janvier 2023 sur CNEWS, il présente le Grand JT suivi de deux débats politiques entre 21h et 22h. Il continue de présenter l'Édition de la nuit mais également le Carrefour de l'info, Midi News et Punchline.
Il présente, de 2020 à janvier 2023, le magazine d'information Au cœur de l'enquête sur CStar.